# カナダ王立協会フェロー
カナダ王立協会フェロー(Fellowship of the Royal Society of Canada, FRSC)は、カナダ王立協会が「芸術、人文科学、科学、及びカナダの国民生活に対する顕著な貢献」を行った個人に対して与えるフェローシップである。
2017年時点で、マーガレット・アトウッド、デヴィッド・クローネンバーグ、フィリップ・J・キュリー、デメトリ・ターゾプーロスらを含む学者、芸術家、科学者等、2000名を超える存命のカナダ人フェローがいる。
4つのタイプのフェローシップがある。
- 名誉フェロー（名誉称号）
- 通常選出フェロー
- 特別選出フェロー
- 外国人フェロー（カナダの住民でも市民でもない者）